# 라니외 캉통
라니외 캉통(프랑스어: Canton de Lagnieu)은 프랑스의 캉통 중 하나로, 오베르뉴론알프 레지옹의 앵 주에 위치해 있다.
2015년 3월 프랑스 캉통 개편으로 소속 코뮌이 13개에서 26개로 늘었다. 관청 소재지는 라니외이다.

## 지리
벨레 아롱디스망과 부르캉브레스 아롱디스망에 각각 걸쳐 있는 캉통이며, 해발고도는 최소 185m부터 1,604m 까지, 평균고도는 249m이다.

## 인구
| 연도        | 인구   | ±% p.a. |
| ----------- | ------ | ------- |
| 2013        | 32,494 | —       |
| 2018        | 34,098 | +0.97%  |
| 출처: INSEE |        |         |

## 코뮌
라니외 캉통에는 다음과 같은 코뮌이 속해 있다.
- 베농스
- 블리
- 브리오르
- 샤르노즈쉬랭
- 샤제쉬랭
- 그로슬레생베누아 (일부)
- 이니몽
- 라니외
- 레망
- 뤼
- 롱나
- 로예트
- 마르샹
- 몽타니외
- 오르도나즈
- 생쥘리
- 생장드니오스트
- 생모리스드구르당
- 생소를랭앙뷔제
- 생뷜바
- 소브레나즈
- 세이요나즈
- 세리에르드브리오르
- 수클랭
- 빌레부아
- 빌리외로예몰롱

## 같이 보기
- 앵 주의 캉통
- 프랑스의 캉통